# KKツルヴェナ・ズヴェズダ
コシャルカシュキ・クルブ・ツルヴェナ・ズヴェズダ（セルビア語: Кошаркашки клуб Црвена звезда, セルビア・クロアチア語: Košarkaški klub Crvena zvezda, 英語: Red Star Basketball Club）は、セルビアのベオグラードを本拠地とするバスケットボールチームである。

## 歴代記録

### NBAドラフト指名プレーヤー
- イゴール・ラコツェヴィッチ - 2巡目, 51位 2000年のNBAドラフト --- ミネソタ・ティンバーウルブズ
- タディヤ・ドラギツェヴィッチ - 2巡目, 53位 2008年のNBAドラフト--- ユタ・ジャズ
- ネマニャ・ビエリツァ - 2巡目, 35位 2010年のNBAドラフト --- ワシントン・ウィザーズ→ミネソタ・ティンバーウルブズ
- ネマニャ・ダングビッチ - 2巡目, 54位 2014年のNBAドラフト --- フィラデルフィア・76ers→サンアントニオ・スパーズ[3]
- ルカ・ミトロヴィッチ - 2巡目, 60位 2015年のNBAドラフト --- フィラデルフィア・76ers→サクラメント・キングス

### NBAプレーヤー
- ネマニャ・ビエリツァ - 2015-2016シーズンのNBA～： ミネソタ・ティンバーウルブズ
- ボバン・マリヤノヴィッチ - 2015-2016シーズンのNBA～：サンアントニオ・スパーズ[4][5]

## 歴代監督
- ネボイシャ・ポポヴィッチ (1946-1957)
- ミラン・ビェゴイェヴィッチ (1960-1970)
- ブラティスラヴ・ジョルジェヴィッチ (1971-1973, 1976-1979)
- アレクサンダル・ニコリッチ (1973-1974)
- ランコ・ジェラヴィツァ (1979-1986, 1997)
- ヴラデ・ジュロヴィッチ (1986-1988)
- ゾラン・スラヴニッチ (1988-1991, 1994-1995)
- ドゥシュコ・ヴヨシェヴィッチ (1991-1992)
- ヴラディスラヴ・ルチッチ (1992-1994, 1997-1998, 1999-2000)
- アレクサンダル・トリフノヴィッチ (2002-2003, 2004-2005, 2009-2010)
- ズマゴ・サガディン (2003-2004)
- ドラガン・シャコタ (2005-2007, 2019-2020)
- スヴェティスラヴ・ペシッチ (2008-2009, 2011-2012)
- デヤン・ラドニッチ (2013-2017, 2020-2022)
- ミラン・トミッチ (2018-2019)

## 歴代会長
- ミラ・ペトロヴィッチ (1945)
- ミルコ・アクセンティイェヴィッチ (1945-1950)
- ミロラド・ソコロヴィッチ
- アレクサンダル・ゲツ (1971-1972)
- ドラギシャ・ヴチニッチ (1991-1994)
- ヴォイスラヴ・ストヤコヴィッチ (1996-2000)
- ネボイシャ・ポポヴィッチ (2000-2001)
- ジヴォラド・アンジェルコヴィッチ (2001-2005)
- ミルコ・ペトロヴィッチ (2005-2008)
- スロボダン・ヴチチェヴィッチ (2008-2010)
- ヴラディスラヴ・ルチッチ (2010-2011)
- ネボイシャ・チョヴィッチ (2011-)

## 歴代所属選手
- ペロ・アンティッチ (2005-2007, 2017-2018)
- ネマニャ・ネドヴィッチ (2008-2012,2022-)
- ルカ・ミトロビッチ (2012-2017,2021-)
- オグニェン・ドブリッチ (2013-2023)
- ボリサ・シマニッチ (2014-2021)
- ニコラ・カリニッチ (2014-2015,2021-2022)
- デヤン・ダヴィドヴァツ (2015-2022,2023-)
- ネイト・ウォルターズ (2016-2017, 2021-2022)
- ミルコ・ビエリツァ (2016-2018)
- ニコラ・イヴァノビッチ (2021-2023)
- ムハンマド・ファイ (2018-2019)
- マイケル・オジョ (2018-2020)
- ロレンゾ・ブラウン (2019-2020)
- ジェームズ・ジスト (2019-2020)
- オグニェン・クズミッチ (2019-2023)
- エマニュエル・テリー (2020)
- ジョーダン・ロイド (2020-2021)
- コーリー・ウォールデン (2020-2021)
- ラングストン・ホール (2020-2021)
- ジョニー・オブライアント (2020-2021)
- オースティン・ホリンズ (2021-2022)
- アーロン・ホワイト (2021-2022)
- ドゥオップ・リース (2020-2021)
- マイク・ジルベス (2021-2022)
- ファクンド・カンパッソ (2022-2023)
- ルカ・ビルドーサ (2022-2023)
- フィリップ・ペトルシェフ (2022-2023)
- ベン・ベンティル (2022-2023)
- ハッサン・マーティン (2022-2023)
- ジョン・ホランド (2022-2023)